# カーリチェ・リーグレ
カーリチェ・リーグレ(イタリア語: Calice Ligure)は、イタリア共和国リグーリア州サヴォーナ県にある、人口約1,700人の基礎自治体（コムーネ）。

## 地理

### 位置・広がり

#### 隣接コムーネ
隣接するコムーネは以下の通り。
- ボルミダ
- フィナーレ・リーグレ
- マッラレ
- オルコ・フェリーノ
- リアルト
- トーヴォ・サン・ジャコモ

### 地震分類
イタリアの地震リスク階級 (it) では、3 に分類される
。